# New York and Brighton Beach Railway
| New York & Brighton Beach Railway |                      |                                 |                                 |
| Streckenlänge: | 4,8 km               |                                 |                                 |
| Spurweite: | 1435 mm (Normalspur) |                                 |                                 |
| |                      |                                 |                                 |
| \| \| 0,00 \| Locust Grove in New Utrecht \| Locust Grove in New Utrecht \| \| \| 4,82 \| Brighton Beach auf Coney Island \| Brighton Beach auf Coney Island \| |                      |                                 |                                 |
| Kopfbahnhof Streckenanfang (Strecke außer Betrieb) | 0,00                 | Locust Grove in New Utrecht     | Locust Grove in New Utrecht     |
| Kopfbahnhof Streckenende (Strecke außer Betrieb) | 4,82                 | Brighton Beach auf Coney Island | Brighton Beach auf Coney Island |

Die New York and Brighton Beach Railway oder kurz N.Y.&B.B. Railway war eine 4,8 km lange Normalspur-Eisenbahnstrecke in Brooklyn auf Long Island, New York. Sie begann an der Schiffsanlegestelle von Locust Grove in New Utrecht und endete am Brighton Beach von Coney Island.

## Geschichte
Die N.Y.&B.B. Railway wurde am 5. August 1880 für den Personenverkehr eröffnet und war bis zum Saisonende am 19. September 1880 in Betrieb. Laut einem Bericht von 1881 an die N.Y. State Railroad Commission hat sie 1881 den Betrieb noch einmal aufgenommen. Es wurden nur 4.867 Fahrgäste transportiert, mit Einnahmen von nur 2.726 $ gegenüber Ausgaben von 17.602 $.
In den frühen Morgenstunden des 27. Juli 1881 wurde der Endbahnhof am Brighton Beach durch ein vermutlich durch Brandstiftung ausgelöstes Feuer komplett zerstört. Der Schaden betrug 35.000 $, der nur teilweise durch eine Versicherung abgedeckt war. Die Hälfte der Fahrzeuge, sieben Wagen mit einem geschätzten Wert von 16.000 $, wurden dabei zerstört. Die Bahnstrecke wurde 1884 verkauft und in Sea Beach & Brighton Railway umbenannt. Sie wurde ab dem Sommer 1890 für zwei Jahre von der Boynton Bicycle Railroad genutzt.

## Dokumente

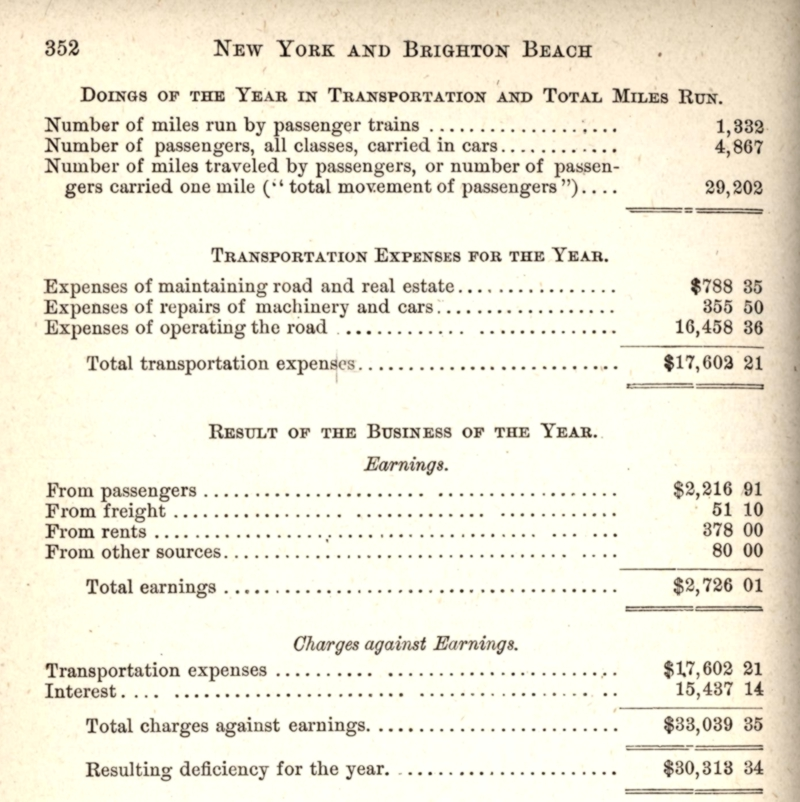
Bericht der New York & Brighton Beach Railway von 1881
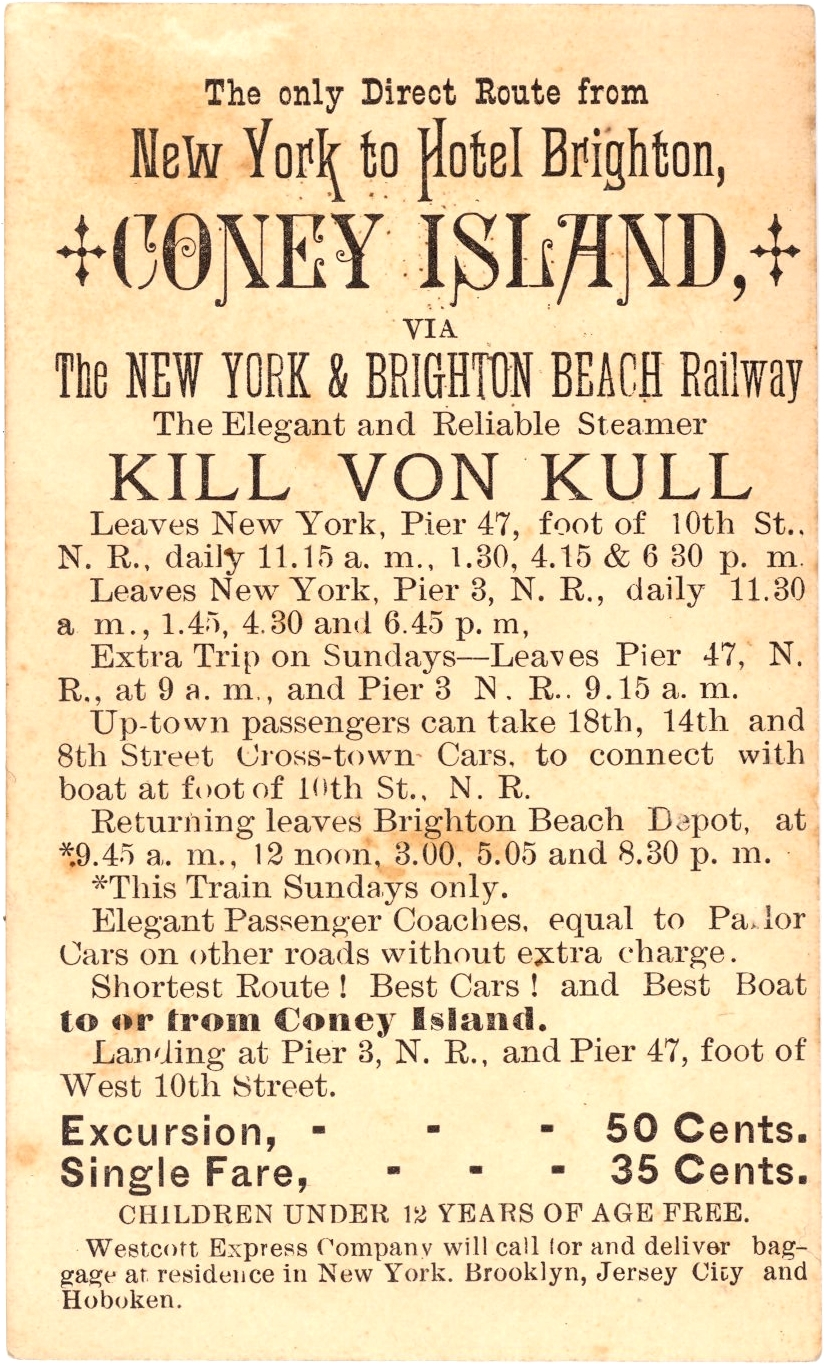
New York & Brighton Beach Railway - Kill von Kull